# Richtlinie 92/43/EWG (Fauna-Flora-Habitat-Richtlinie)
Die Richtlinie 92/43/EWG zur Erhaltung der natürlichen Lebensräume sowie der wildlebenden Tiere und Pflanzen ist eine Naturschutz-Richtlinie der Europäischen Union (EU). Sie wird umgangssprachlich auch als Fauna-Flora-Habitat-Richtlinie, manchmal auch Flora-Fauna-Habitat-Richtlinie (kurz FFH-Richtlinie) oder Habitatrichtlinie bezeichnet. Diese Alternativbezeichnungen leiten sich von Fauna (Tiere), Flora (Pflanzen) und Habitat (Lebensraum) bzw. dem englischen Titel der Richtlinie ab (Council Directive on the conservation of natural habitats and of wild fauna and flora).
Im Jahr 1992 wurde die Richtlinie von den damaligen Mitgliedstaaten der Europäischen Union einstimmig verabschiedet. Sie dient gemeinsam mit der Vogelschutzrichtlinie im Wesentlichen der Umsetzung der Berner Konvention. Eines ihrer wesentlichen Instrumente ist ein zusammenhängendes Netz von Schutzgebieten, das Natura 2000 genannt wird. Die Gebiete, die zum Schutz der in den Anhängen der FFH-Richtlinie genannten seltenen oder bedrohten Arten und Lebensräume (Habitate) von gemeinsamem Interesse ausgewiesen wurden, werden kurz FFH-Gebiete genannt. Als Besonderes Erhaltungsgebiet (BEG, englisch Special Area of Conservation SAC) werden die vollständig unter Schutz gestellten Gebiete bezeichnet. Die Kandidaten (bis zur nationalen Umsetzung) werden als Gebiet von gemeinschaftlicher Bedeutung (GGB, Site of Community Importance SCI) bezeichnet.

## Geschichte

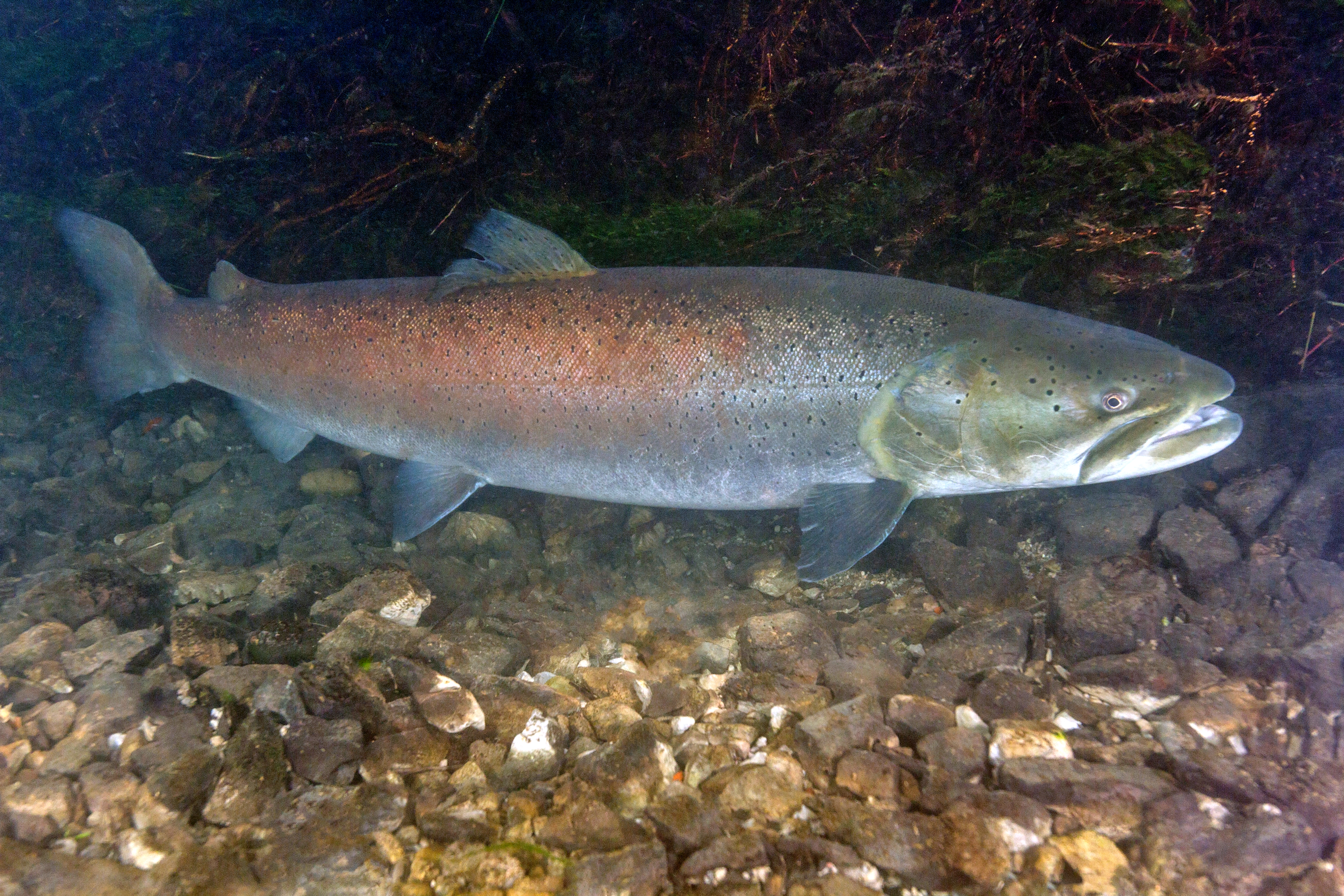
Natürliche Populationen des Huchens werden von der Europäischen Union im Anhang II der FFH-Richtlinie geführt

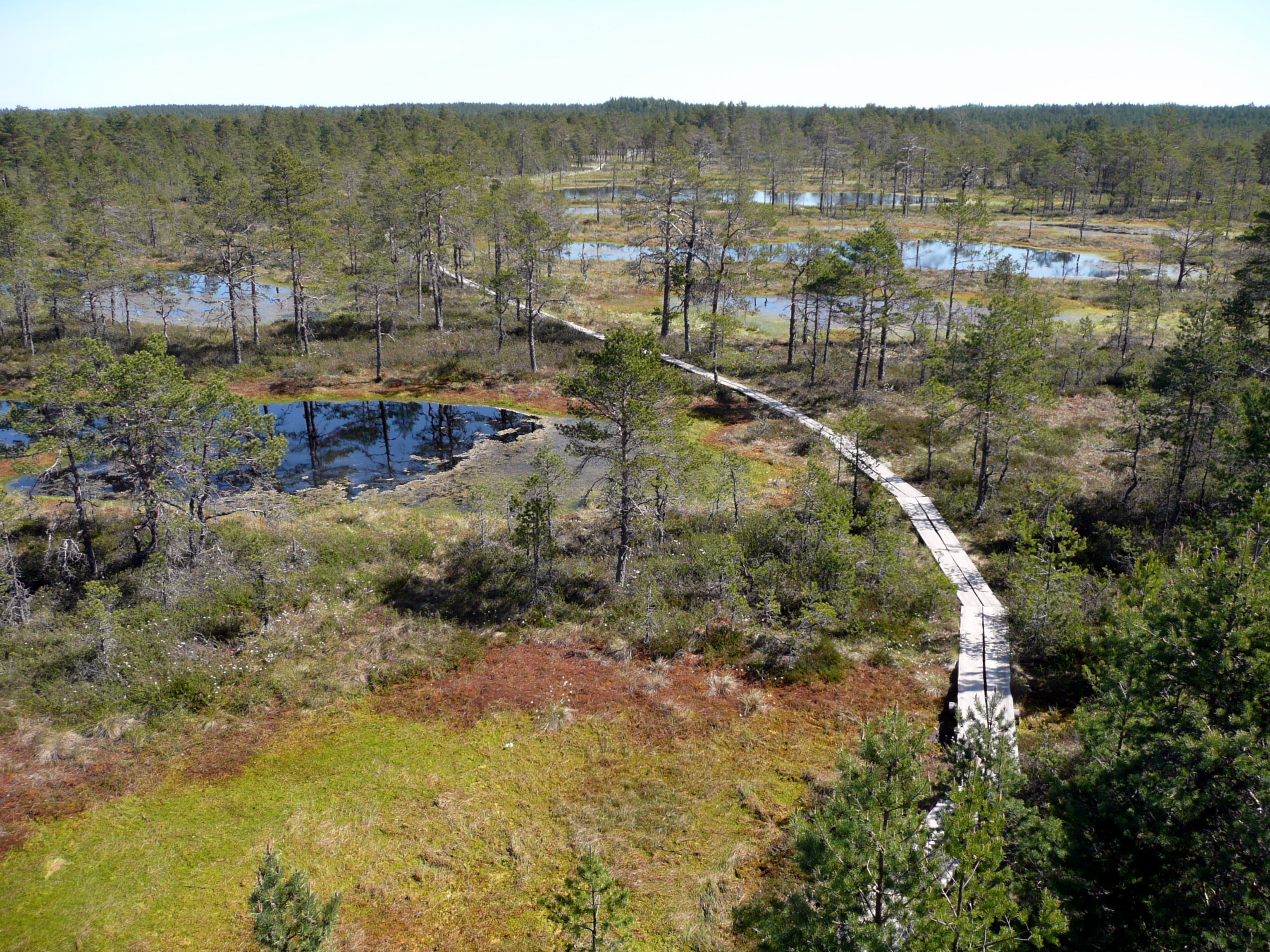
Bedrohte Tierarten wie Fischadler, Steinadler, Seeadler, Moorschneehuhn, Schwarzstorch und Nerz findet man im estnischen Nationalpark Lahemaa

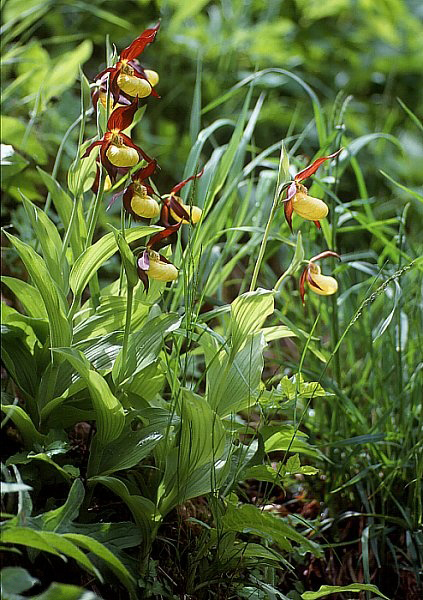
Der Gelbe Frauenschuh ist in Anhang II als FFH-Art von gemeinschaftlichem Interesse ausgewiesen

Die Entwicklung der FFH-Richtlinie wurde vom Rat der Europäischen Union 1988 unter deutschem Vorsitz am 27./28. Juni 1988 in Hannover beschlossen. Sie trat nach vierjährigen Beratungen in den Mitgliedstaaten durch einstimmigen Beschluss im Rat der Europäischen Union und im Europäischen Parlament 1992 in Kraft. Die Richtlinie hat zum Ziel, wildlebende Arten, deren Lebensräume und die europaweite Vernetzung dieser Lebensräume zu sichern und zu schützen. Die Vernetzung dient der Bewahrung, (Wieder-)Herstellung und Entwicklung ökologischer Wechselbeziehungen sowie der Förderung natürlicher Ausbreitungs- und Wiederbesiedlungsprozesse. Sie ist damit das zentrale Rechtsinstrument der Europäischen Union, um die von den Mitgliedstaaten ebenfalls 1992 eingegangenen Verpflichtungen zum Schutz der biologischen Vielfalt (Biodiversitätskonvention, CBD, Rio 1992) umzusetzen.

## Aufbau
Wie die EG-Vogelschutzrichtlinie von 1979 hat auch die FFH-Richtlinie zwei wesentliche Säulen:
Eine der zentralen Säulen beider Richtlinien ist die Schaffung des Schutzgebietsnetzes Natura 2000. Dieses besteht aus Gebieten, die einen ausreichenden Anteil der natürlichen Lebensraumtypen sowie der Habitate der Arten von gemeinschaftlichem Interesse umfassen. So soll die Erhaltung bzw. die Wiederherstellung eines günstigen Erhaltungszustandes dieser natürlichen Lebensraumtypen und Habitate der Arten in ihrem natürlichen Verbreitungsgebiet gewährleistet werden.
- Als Lebensraumtypen des Anhangs I wurden zum einen für die biogeographischen Regionen typische, zum anderen nicht nur in Europa vom Verschwinden bedrohte Vegetationsformen ausgewählt (so ist etwa der Buchenwald sogar in verschiedenen Formen aufgelistet, der in weiten Teilen der borealen Zone vorkommende Erlenbruchwald jedoch kein Lebensraumtyp).
- Als Anhang-II-Arten wurden vor allem solche festgelegt, die durch ihre Ansprüche an den Lebensraum als Schirmart für viele weitere in diesem Lebensraum vorkommende Arten gelten (Beispiel: Bechsteinfledermaus oder Dunkler Wiesenknopf-Ameisenbläuling).

Besondere Bedeutung kommt prioritären Lebensraumtypen und Arten zu. Diese sind vom Verschwinden bedroht, und für deren Erhaltung hat die Europäische Gemeinschaft eine besondere Verantwortung, weil der Verbreitungsschwerpunkt in Europa liegt (Beispiele: LRT 91D0* Moorwälder oder der Alpenbock). Das Netz „Natura 2000“ umfasst auch die von den Mitgliedstaaten aufgrund der Richtlinie 79/409/EWG (Vogelschutzrichtlinie) ausgewiesenen besonderen Schutzgebiete.
Die zweite Säule sind Artenschutzregelungen für solche europaweit gefährdete Arten (Anhang IV), die nicht in fest umgrenzten Gebieten geschützt werden können, da sie unter bestimmten Umweltbedingungen großräumig vorkommen können. Einige bekannte Beispiele sind die Wildkatze (in Wäldern) und der Feldhamster.
Im Anhang V sind Arten gelistet, deren Entnahme aus der Natur und Nutzung Gegenstand von Verwaltungsmaßnahmen sein kann (Anhang-V-Arten).
In Artikel 8 der FFH-Richtlinie haben sich die Mitgliedstaaten verpflichtet, die finanziellen Mittel zur Umsetzung der Richtlinie zu ermitteln und bereitzustellen, etwa für Landnutzer, die gegebenenfalls zur Erreichung der Schutzziele Bewirtschaftungsauflagen auf ihren Flächen umsetzen müssen.
Die Anhänge der FFH-Richtlinie wurden zwischen 1988 und 1992 beraten und anhand der Arten und Lebensräume der EU-Mitgliedstaaten erstellt. Ein Vorbild war die Berner Konvention des Europarates von 1979. Die Anhänge werden bei Bedarf an neue wissenschaftliche Erkenntnisse angepasst, was etwa im Vorfeld des Beitrittes neuer Mitgliedstaaten erfolgen kann.
2015 wurde bekannt, dass die Europäische Kommission die FFH-Richtlinie einem „Fitness-Check“ unterziehen will. Kommissionspräsident Juncker wolle die Richtlinie nach Medienberichten „modernisieren“, was Kritik von Natur- und Umweltschützern nach sich zog. Ein vom WWF Deutschland beauftragtes Rechtsgutachten erkannte eine Gefährdung von 27.000 Naturschutzgebieten durch die Änderung.

## Verfahren der Schutzgebietserklärung

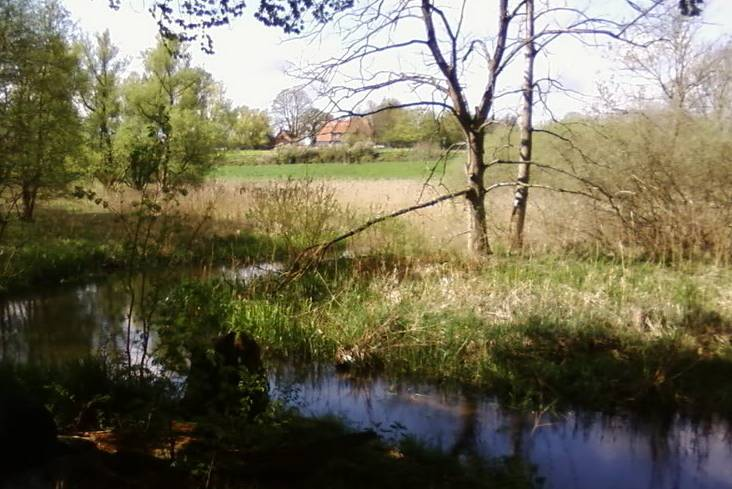
Die Radegast ist als Naturschutzgebiet Radegasttal durch das Land Mecklenburg-Vorpommern ausgewiesen worden. Als FFH-Gebiet gehört es zum europäischen Natura-2000-Netz.

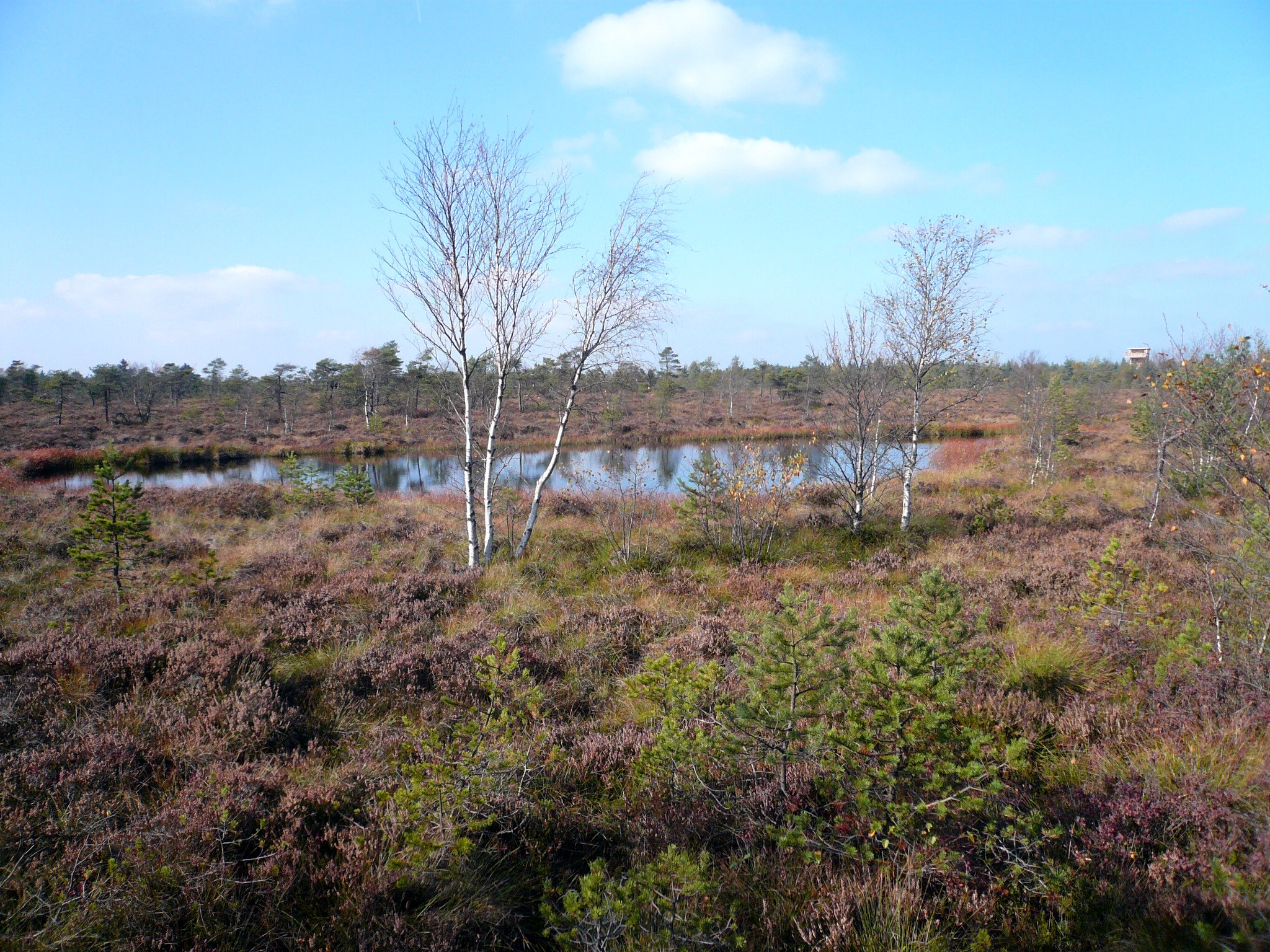
Moorauge am Moorlehrpfad im FFH-Gebiet Schwarzes Moor in der Hochrhön

Besondere Schutzgebiete nach der FFH-Richtlinie werden auf der Basis „Natürlicher Lebensräume von gemeinschaftlichem Interesse“ (Anhang I der FFH-Richtlinie) beziehungsweise „Arten von gemeinschaftlichem Interesse“ (Anhang II der FFH-Richtlinie) nominiert.
Von den Mitgliedstaaten wurden Vorschläge für FFH-Gebiete, englisch Proposed Sites of Community Importance (pSCI) genannt, an die Europäische Kommission gemeldet, welche die Daten sichtet und bewertet. In Abstimmung mit den Mitgliedstaaten wurde eine Liste der Gebiete von gemeinschaftlicher Bedeutung (GGB), Sites of Community Importance (SCI) erstellt. Eine erstmalige Veröffentlichung dieser Liste erfolgte im Amtsblatt der EU im Jahr 2004. Die Mitgliedstaaten sind seither verpflichtet, diese Gebiete innerhalb von sechs Jahren als Besondere Erhaltungsgebiete (BEG), Special Areas of Conservation (SAC) endgültig unter Schutz zu stellen. Diesen Status gibt es bei den Europäischen Vogelschutzgebieten (BSG/SPA) nicht, diese sind per Verlautbarung direkt gültig.
Die Ausweisung durch die Europäische Kommission stellt aber noch keine eigene rechtswirksame Schutzkategorie dar, vielmehr stellen die Mitgliedstaaten diese Flächen nach ihren jeweiligen nationalen Regelungen und unter ihren nationalen Bezeichnungen unter Schutz. Dabei haben einige Staaten die Natura-2000-Gebiete auch als nationale rechtliche Klasse verankert, sonst bettet man den europäischen Schutz auch in andere nationale Kategorien ein.
Bei der Ausführung der Bestimmungen dieser Richtlinie gehen die Mitgliedstaaten wie folgt vor:
- Prüfung der Zweckdienlichkeit einer Wiederansiedlung von in ihrem Hoheitsgebiet heimischen Arten des Anhangs IV unter Berücksichtigung der Wirksamkeit zur Wiederherstellung eines günstigen Erhaltungszustandes der betreffenden Arten. Die Wiederansiedlung erfolgt erst nach entsprechender Konsultierung der betroffenen Bevölkerungskreise.
- Ansiedlung in der Natur einer in ihrem Hoheitsgebiet nicht heimischen Art wird so geregelt, dass weder die natürlichen Lebensräume in ihrem natürlichen Verbreitungsgebiet noch die einheimischen wildlebenden Tier- und Pflanzenarten geschädigt werden. Die Ergebnisse der Bewertungsstudien werden der Kommission zur Unterrichtung mitgeteilt.
- Förderung erzieherischer Maßnahmen und die allgemeine Information in Bezug auf die Notwendigkeit des Schutzes der wildlebenden Tier- und Pflanzenarten und der Erhaltung ihrer Habitate sowie natürlichen Lebensräume.

Die Mitgliedstaaten regeln die Einzelheiten der Bezugnahme.

## FFH-Managementplanung
Neben der Sammlung von Bestandsdaten und dem Ausführen von Verträglichkeitsprüfungen sind Maßnahmen zum Schutz und zur Erhaltung von FFH-Gebieten zu planen und umzusetzen. Zu diesem Zweck können Managementpläne (in der Richtlinie auch Bewirtschaftungspläne genannt) ausgearbeitet werden (Art. 6 Abs. 1 der FFH-Richtlinie), auf deren Grundlage Maßnahmen zur Erhaltung und Optimierung von Schutzgebieten durchgeführt werden können. Des Weiteren kann im Rahmen der Managementplanung geprüft werden, ob gewisse Maßnahmen positive oder negative Auswirkung haben könnten. Der aufgestellte Plan ist für die Naturschutzbehörden verbindlich und setzt ihnen klare Schutz- und Erhaltungsziele.

## Artenschutz
In den Anhängen IV und V der Richtlinie sind Arten aufgelistet, die besonderen Schutz auch außerhalb der ausgewiesenen Schutzgebiete erhalten sollen (Anhang IV) oder die durch Ernte oder Entnahme aus ihren Wildvorkommen gefährdet sind (Anhang V). Hintergrund ist, dass diese Arten durch die Ausweisung von Schutzgebieten nicht effektiv schützbar wären, z. B. wegen verstreuter, an jedem bestimmten Ort unbeständiger Vorkommen, spezieller oder besonders großräumiger Habitatansprüche, Abhängigkeit von besonderen Landnutzungspraktiken u. ä. Die Arten des Anhangs IV haben in der Umsetzung der Richtlinie besonderes Gewicht. Nach dem Wortlaut dürfen ihre „Lebensstätten“ nicht beeinträchtigt oder zerstört werden – völlig unabhängig davon, wo sie sich befinden. Die durch besondere Schutzgebiete zu schützenden Arten besitzen hingegen (wenn ein ausreichendes Netz von zusammenhängenden Schutzgebieten erst ausgewiesen und damit ihr Erhaltungszustand gesichert ist) außerhalb dieser Schutzgebiete keinen erhöhten Schutz. In der Praxis ist damit die Umsetzung von Bauvorhaben und anderen Eingriffen auf Flächen, die Lebensstätten von Anhang-IV-Arten sind, ganz erheblich erschwert. Zerstörungen von Lebensstätten, die eine lokale Population bedrohen würden, sind eigentlich nur noch denkbar, wenn spezielle artenschutzrechtliche Ausgleichsmaßnahmen (sog. CEF-Maßnahmen) durchgeführt werden. Im Unterschied zu „normalen“ Kompensationsmaßnahmen (aufgrund der Eingriffsregelung) ist hier a) der Nachweis des Erfolgs notwendig (nicht nur Prognose!) b) sind die Maßnahmen vor dem Eingriff/der Baumaßnahme durchzuführen und müssen vor dem Eingriff wirksam sein.

## Umsetzung in Deutschland

### Geschichte
Mit der Novellierung des Bundesnaturschutzgesetzes (BNatSchG) 1998 wurde die FFH-Richtlinie im Abschnitt 2 §§ 19a bis 19f (Europäisches Netz „Natura 2000“) sowie im Artenschutz in Deutschland juristisch verankert. Dies geschah mit langjähriger Verzögerung und nach einem Urteil des Europäischen Gerichtshofes (EuGH) gegen Deutschland im Dezember 1997, der die damalige Umweltministerin Angela Merkel zum Handeln zwang. Zuletzt wurde Deutschland deswegen am 10. Januar 2006 vom EuGH verurteilt.
Im Jahr 2015 begann ein Vertragsverletzungsverfahren gegen Deutschland, da viele der Gebiete noch nicht nach nationalem Rechte geschützt und somit in den Status eines besonderen Erhaltungsgebiets erhoben wurden. Als sich der Zustand nicht ausreichend besserte, verklagte die EU-Kommission Deutschland im Februar 2021 vor dem Europäischen Gerichtshof. Dieser entschied im September 2023, dass Deutschland seinen Verpflichtungen nicht rechtzeitig nachgekommen sei.

### Recht
In Anhang IV gelistete Arten sind „streng geschützte“ Arten im Sinne des Bundesnaturschutzgesetzes, haben also gegenüber bloß besonders geschützten Arten einen höheren, schärferen Schutzstatus.
Regelungen der FFH-RL zum Schutz bestimmter Landschaftsteile sind durch § 31 BNatSchG sowie im Strafrecht in § 329 Abs. 4 Strafgesetzbuch umgesetzt.

### Meldung von Schutzgebieten
- Die Bundesländer stellen Listen von Schutzgebieten zusammen. Die Flächen sollen primär unter dem Kriterium des Arten- und Habitatschutzes zusammengestellt werden und umfassen auch schon bestehende Schutzgebiete nach dem Bundesnaturschutzgesetz (BNatSchG). Bei der Auswahl haben die Länder einen naturschutzfachlichen Ermessensspielraum. Es dürfen aber keine anderen als naturfachliche Aspekte bei der Auswahl eine Rolle spielen (politische Zweckmäßigkeit, wirtschaftliche und infrastrukturelle Interessen).
- Die Listen mit den FFH-Flächen melden die Bundesländer an das Bundesministerium für Umwelt, Naturschutz und Reaktorsicherheit. Bereits mit der Meldung genießen die gemeldeten Flächen nach dem BNatSchG und den Naturschutzgesetzen der Bundesländer einen vorläufigen Schutz.
- FFH-Flächen im Meer werden in den Hoheitsgewässern (bis 12 Seemeilen) ebenfalls von den Ländern gemeldet, in der Ausschließlichen Wirtschaftszone (AWZ, bis max. 200 Seemeilen) ist dies Zuständigkeit des Bundes.
- Das Bundes-Umweltministerium reicht die Flächenmeldungen an die EU-Kommission weiter.
- Die EU-Kommission nimmt die Listen nach Prüfung („Konzertierung“) in den Natura-2000-Katalog auf.

### Eingriffe im FFH-Gebiet

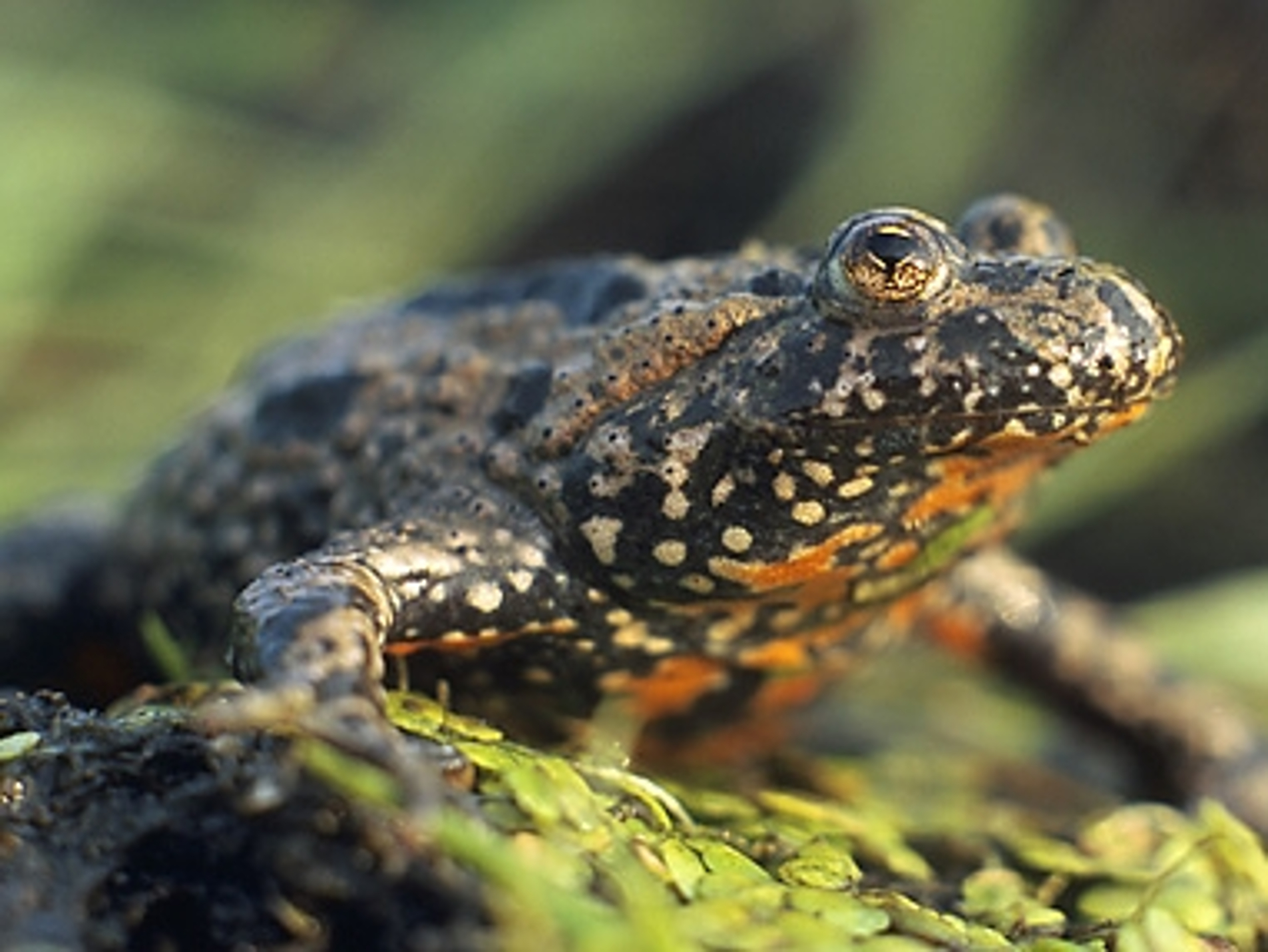
Die Rotbauchunke ist ein Beispiel für eine Art nach Anhang II

- Bei Eingriffen im FFH-Gebiet muss nun zuvor eine Verträglichkeitsprüfung (VP) durchgeführt werden (§ 34 Abs. 1, 2 BNatSchG). Hier gilt ein grundsätzliches Verschlechterungsverbot. Diese Verträglichkeitsprüfung wird unabhängig von einer eventuell zusätzlich erforderlichen Umweltverträglichkeitsprüfung (UVP) nach dem UVPG durchgeführt. Auch die Abarbeitung der Eingriffsregelung nach dem Bundesnaturschutzgesetz und dessen Umsetzung in der jeweiligen Landesgesetzgebung wird unabhängig davon durchgeführt.
- Bei größeren Bauvorhaben und Eingriffen anderer Art hat sich seit ca. 2007 die Durchführung einer besonderen „artenschutzrechtlichen Prüfung“ als planerischer Standard eingebürgert. Neben den Anhang-IV-Arten widmet sich diese den (durch die Vogelschutzrichtlinie geschützten) europäischen Vogelarten.
- Der Verträglichkeitsprüfung vorgeschaltet ist eine Vorprüfung, bei der geprüft wird, ob die Möglichkeit einer erheblichen Beeinträchtigung eines Vorhabens auf das FFH-Gebiet entstehen kann, die Verträglichkeitsabschätzung (VA). Grundsätzlich ist es egal, ob das Vorhaben direkt im Gebiet stattfindet oder von außen seinen Einfluss auf das FFH-Gebiet ausübt. Je nach Ergebnis ist eine Verträglichkeitsprüfung durchzuführen oder nicht. Lässt sich eine erhebliche Beeinträchtigung nachweislich nicht ausschließen, muss eine VP erfolgen. Sind erhebliche Beeinträchtigungen des Schutzgebietes offensichtlich, so kann eine Vorprüfung entfallen.
- Ergibt die Verträglichkeitsprüfung, dass das Projekt zu Beeinträchtigungen eines FFH-Gebietes in seinen für die Erhaltungsziele oder den Schutzzweck maßgeblichen Bestandteilen führen kann, ist es zunächst unzulässig.
- Bei der Beurteilung ist die kumulative Wirkung mehrerer kleinerer Eingriffe zu berücksichtigen. Im Zweifel ist der letzte, die Erheblichkeitsschwelle überschreitende Eingriff unzulässig, auch wenn er für sich genommen noch unter dieser Schwelle liegen würde.
- Diese Unzulässigkeit des Projekts kann nur überwunden werden, wenn im Rahmen einer Alternativenprüfung (§ 34 Abs. 3 Nr. 2 BNatSchG) nachgewiesen werden kann, dass es keine Projekt- und Standortalternative gibt, die unter zumutbaren Bedingungen realisiert werden kann und das Gebiet nicht oder geringer beeinträchtigen als das eigentliche Vorhaben.
- Außerdem muss als weitere Zulassungsvoraussetzung ein überwiegendes öffentliches Interesse nachgewiesen werden. Dieses muss im Einzelfall höher wiegen als das öffentliche Interesse am Schutz des betroffenen Gebietes. Ist durch den Eingriff ein so genannter prioritärer Lebensraum nach Anhang I oder eine prioritäre Art nach Anhang II betroffen, ist bei bereits eingetragenen FFH-Gebieten die Zustimmung der EU-Kommission erforderlich.
- Ist der Eingriff nach dem Bundesnaturschutzgesetz in einer Natura-2000-Fläche zulässig, muss dafür ein Ausgleich geleistet werden.

### Berichterstattung
Alle sechs Jahre haben die Länder an die EU-Kommission zu berichten, welcher Stand der Umsetzung der FFH-Richtlinie im jeweiligen Land erreicht wurde. In Deutschland wird dafür ein FFH-Monitoring durchgeführt, das auf rund 14.000 Stichprobenflächen die notwendigen Daten erhebt.
Das zentrale Ergebnis des FFH-Berichts ist die Bewertung des Erhaltungszustands von Arten und Lebensräumen. Diese Beurteilung erfolgt separat für die drei biogeografischen Regionen Europas, an denen Deutschland Anteil hat: Atlantische Region (Nordwestdeutsches Tiefland), Kontinentale Region (Ost- und Süddeutschland), und Alpine Region (Alpen).

#### FFH Bericht 2013 (Berichtsperiode 2007–2012)
Bei 25 % der Arten wurde der von der EU geforderte günstige Erhaltungszustand erreicht, 29 % zeigten einen schlechten und 31 % einen unzureichenden Erhaltungszustand (16 % unbekannt).
Bei den Lebensräumen waren 28 % in einem günstigen, 39 % in einen unzureichenden und 31 % in einem schlechten Zustand (2 % unbekannt). Dabei war der Status in den Alpen überwiegend günstig, in Nordwestdeutschland mit seiner dichten Besiedlung und seinen landwirtschaftlich oft gut nutzbaren ebenen Flächen war die Situation am ungünstigsten.

#### FFH Bericht 2019 (Berichtsperiode 2013–2018)
Ein günstiger Erhaltungszustand lag bei 25 % der Arten vor, 30 % wiesen einen ungünstig-unzureichenden und 33 % einen ungünstig-schlechten Erhaltungszustand auf (11 % unbekannt).
Ein günstiger Erhaltungszustand lag bei 30 % der Lebensraumtypen vor, 32 % wiesen einen ungünstig-unzureichenden und 37 % einen ungünstig-schlechten Erhaltungszustand auf.

## Umsetzung in Österreich

### Berichterstattung

#### FFH Bericht 2019 (Berichtsperiode 2013–2018)
Ein günstiger Erhaltungszustand lag bei 14 % der Arten vor, 48 % wiesen einen ungünstig-unzureichenden und 34 % einen ungünstig-schlechten Erhaltungszustand auf (3 % unbekannt).
Ein günstiger Erhaltungszustand lag bei 18 % der Lebensraumtypen vor, 35 % wiesen einen ungünstig-unzureichenden und 44 % einen ungünstig-schlechten Erhaltungszustand auf (3 % unbekannt).